# Anoploscelus
Anoploscelus is een geslacht van spinnen uit de familie vogelspinnen (Theraphosidae).

## Soorten
De volgende soorten zijn bij het geslacht ingedeeld:
- Anoploscelus celeripes Pocock, 1897
- Anoploscelus lesserti Laurent, 1946